# 봉력
봉력(鳳曆, 913년 1월 ~ 2월)은 후량(後梁) 폐제(廢帝) 영왕(郢王) 주우규(朱友珪)의 연호이다. 1개월 가량 사용하였다. 주우규가 살해되고 난 후에 말제(末帝)가 건화 연호를 환원하면서 봉력 연호가 폐지되었다.
봉력 연호를 차용한 십국(十國) 국가는 오월(吳越, 913년 1월 ~ 2월)이 있다.

## 개원
- 건화(乾化) 3년 1월 21일[1](913년 3월 1일)에 연호를 봉력(鳳曆)으로 개원함.[2][3][4][5]

- 봉력(鳳曆) 원년 2월 17일[6](913년 3월 27일)에 다시 연호를 건화(乾化)로 환원함.[2][3][4][5]

## 연대 대조표
| 봉력       | 원년           |
| 서기(西紀) | 913년          |
| 간지(干支) | 계유(癸酉)     |
| 전촉(前蜀) | 영평(永平) 3년 |

## 동시대 연호

### 한국
후고구려(後高句麗)
- 수덕만세(水德萬歲) (911년 ~ 914년)

후백제(後百濟)
- 정개(正開) (900년 ~ 936년)

### 중국
전촉(前蜀)
- 영평(永平) (911년 ~ 915년)

연(燕)
- 응천(應天) (911년 ~ 913년)

대장화(大長和)
- 시원(始元) (911년 ~ 914년)

호탄 왕국(于闐)
- 동경(同慶) (912년 ~ 966년)

### 일본
- 엔기(延喜) (901년 ~ 923년)

## 같이 보기
- 다른 왕조 같은 연호
  - 대리국(大理國) 봉력(鳳曆, 1200년 ~ 1202년)

- 중국의 연호 목록